# Sarcohyla crassa
Espèce
Statut de conservation UICN

 CR B1ab(iii,v) : 
En danger critique
Synonymes
- Cauphias crassus Brocchi, 1877
- Hyla crassa (Brocchi, 1877)
- Hyla robustofemora Taylor, 1940 "1939"
- Plectrohyla crassa Hartweg, 1941
- Hyla bogertae Straughan & Wright, 1969

Sarcohyla crassa est une espèce d'amphibiens de la famille des Hylidae.

## Répartition
Cette espèce est endémique de l'État d'Oaxaca au Mexique, elle se rencontre entre 1 540 et 2 650 m d'altitude dans la sierra Mixe et la sierra Juárez dans la sierra Madre del Sur,.

## Publication originale
- Brocchi, 1877 : Notes sur quelques Batraciens hylaeformes récueillis au Mexique et au Guatemala. Bulletin de la Société Philomathique de Paris, sér. 7, vol. 1, p. 122-132 (texte intégral).